# Mujer con mandolina
Mujer con mandolina es un cuadro del pintor y escultor francés Georges Braque pintado en 1910. Se trata de una obra de la primera fase cubista, inspirada en las obras de Camille Corot.
El cuadro es un óleo sobre lienzo de 80,5 x 54 cm que se expone en el Museo Thyssen-Bornemisza. Muestra una mujer tocando la mandolina junto al río Sena de París. En las mismas fechas Georges Braque pintó otro cuadro con el mismo título, pero de forma ovalada. Este cuadro, que es el primer cuadro cubista ovalado, forma parte de la colección del estado federal de Baviera en Alemania.